# Mugihito
Pour les articles homonymes, voir Mugihito (homonymie).
Makoto Terada (寺田 誠, Terada Makoto), né le 8 août 1944 à Musashino dans la Préfecture de Tokyo, plus connu sous son nom de scène Mugihito (麦人), est un seiyū japonais.

## Rôles

### Anime
- Dr. Stone : Kaseki
- Gintama : Le maître de Kintarou / Ojī-san (Eps 129-130)
- JoJo's Bizarre Adventure OAV : J. Geil (OAV)
- JoJo's Bizarre Adventure Stone Ocean : Kenzou
- Jujutsu Kaisen : Yoshinobu Gakuganji
- No Game No Life : Hino Hatsuse
- One Piece : Le Baron Deloeuf (Baron Tamago)
- Re:Zero kara Hajimeru Isekai Seikatsu : Le vieux Rom
- Night is Short, Walk on girl : Ri Haku
- Mashle : Wahlberg Baigan
- The Misfit of Demon King Academy : Eniyunien